# Фабрег, Жан де
Жан д’Аземар де Фабрег (фр. Jean de Fabrègues; 8 января 1906, XV округ Парижа — 23 ноября 1983, VII округ Парижа) — французский католический интеллектуал и журналист. Был «традиционным» католиком, отвергавшим материализм как либеральной демократии, так и тоталитарных режимов правых и левых. Кавалер ордена Почётного легиона.

## Биография
Жан д'Аземар де Фабрег родился 8 января 1906 года в Париже. Его родителями были Раймон д'Аземар де Фабрег (1865—1944) и Мария Луиза Дюфур. Учился в Сорбонне, но не закончил учебу. Получил степень бакалавра и диплом аспирантуры по философии и в 1930 году стал преподавателем университета. Женился на Моник Миньо.
Фабрег присоединился к правому крылу роялистской партии «Французское действие» и был секретарем Шарля Морраса, но оттуда перешел к «традиционалистскому» католицизму. Фабрег сотрудничал с несколькими журналами правого толка в 1930-х годах, включая La Gazette française партии «Французское действие» (1924—1930), Réaction (1930—1932), Revue du Siècle (1933—1934), Revue duXXe siècle (1934—1935) и Combat (1936—1939). Combat («Борьба») был крайне правым журналом, который Фабрег редактировал совместно с Тьерри Молнье. В 1937 году Фабрегу дали отпуск от преподавания, и с 1937 по 1939 год он стал директором журнала Civilization и коллекции классических произведений для школ издательства Masson.
В 1930-х годах Жан де Фабрег состоял в группе «Молодых правых католиков». Они следовали взглядам таких людей, как Жак Маритен, Жорж Бернанос, Анри Массис, Этьен Жильсон, Франсуа Мориак и Габриэль Марсель. Нонконформисты 1930-х годов, как их называл Жан-Луи Лубе дель Байль, выступали против материализма либералов и марксистов. Они выступали как против парламентской демократии, так и против тоталитарных коммунистических, фашистских и нацистских режимов.
После поражения Франции в 1940 году Фабрег и другие, в том числе Жан Дожа, Жан Гитон, Анри Гитон, Гюстав Тибон и Франсуа Перру, поддержали Национальную революцию режима Виши, которая, как они надеялись, приведет к установлению христианского социального порядка. Немецкая оккупация и развитие режима Виши разочаровали их, но не заставили отказаться от своих взглядов.
Фабрег был директором лионского еженедельника Demain с 1942 по 1944 год.
Фабрег был назначен главным редактором еженедельника La France catholique в 1945 году. В марте 1957 года Фабрег стал директором La France catholique, заменив Жана Ле Кура Гранмезона (1883—1974). Фабрег был директором этого журнала до 1970 года. Жан погиб в автокатастрофе 23 ноября 1983 года в возрасте 77 лет.

## Работы
Фабрег был автором многих книг.
- La Cité Antique, Union des corporations françaises, 1927
- L'erreur communiste, Union des corporations françaises, 1929
- Raison de craindre, raison d'espérer, Le Portulan, ????
- Le problème du mal dans la littérature contemporaine, in Le Mal est parmi nous, ouvrage collectif, Plon, 1948
- Les catholiques et la révolution de 1848, in L'esprit de 1848, ouvrage collectif, Bader Dufour, 1948
- Avec notre temps, oui, mais pour le sauver, Alsatia, 1951
- La tyrannie ou la paix, Calmann-Lévy[англ.], 1953
- L'apôtre du siècle désespéré, Jean-Marie Vianney, Curé d'Ars, Amiot Dumont, 1956
- La révolution ou la foi, Desclée, 1957
- Le mariage chrétien, Fayard, 1958
- La femme pauvre de Léon Bloy, Club du livre du mois, 1957
- La conversion d'Edith Stein, patronne de l'existentialisme, Wësmael-Charlier, 1963
- Bernanos tel qu'il était, Mame, 1963
- Le sillon de Marc Sangnier, Perrin, 1964
- Chrétiens de droite ou de gauche, Dialogue entre Jean de Fabrègues et Jacques Madaule, Beauchesnes, 1966
- Charles Maurras et son Action française, Perrin, 1966
- Christianisme et civilisation, Gigord, 1966
- L'église, esclave ou espoir du monde ?, Aubier-Montaigne, 1971
- Mauriac, Plon, 1971
- L'apôtre du siècle désespéré, Jean-Marie Vianney, Curé d'Ars, ré-édition France catholique, 2010